# 蕃 (化合物)
蕃（phanes）是IUPAC于1998年提议的一类复杂环系的类名，环蕃一词早在1950~1960年代就出现了。
多个环或环系通过原子链连接成链或环者，可以总称为“蕃”，其中成环者称为“环蕃”。